# Menica Rondelly
Menica Rondelly, né Francesco-Domenico Rondelly pour son nom de baptême en italien ou François-Dominique Rondelly en français, né le 6 janvier 1854 à Nice (alors division de Nice du royaume de Sardaigne) et mort le 26 juin 1935 à Nice (Alpes-Maritimes, France), est un écrivain et poète niçois, un combattant progressiste aux côtés de Garibaldi, et un symbole de l'identité culturelle niçoise étant l'auteur en 1903 de la chanson Nissa la bella l'hymne en nissart de Nice et du pays niçois. 

## Biographie
Francesco-Domenico Rondelly nait dans le vieux-Nice et est baptisé en paroisse Saint-Jacques-le-Majeur (église du Gesu) le 11 janvier 1854, fils de Carolus Rondelly et Anna Maria Antonia Astraudo. Il prendra pour son œuvre le diminutif Menica l'aphérèse correspondant à Dominique en langue niçoise. Il est la neuvième génération de la famille Rondello, originaire de Sanremo en Ligurie, à naître à Nice depuis le seizième siècle et descend ainsi de différentes  « vieilles familles nissardes »  (Rondello, Bonnaudi, Ballestre, Durante, par son père ; Astraudo, Pin, Bottau, Gastaud, Morraglia, par sa mère). Ses parents sont négociants et Menica Rondelly grandit dans le vieux-Nice.
Tout en défendant la singularité de l'identité niçoise, il s'engage à seize ans dans les troupes de Giuseppe Garibaldi pour soutenir la toute jeune République française et il participe, du 6 au 23 janvier 1871 à Dijon, aux combats victorieux de Garibaldi contre les Prussiens. Le 2 juin 1902, il sera le premier érudit niçois à se rendre à Caprera sur la tombe de Garibaldi, lequel était aussi appelé plus familièrement Pepin par ses compatriotes de Nice. L'année suivante, il écrira le texte « A la mieu bella Nissa » qui deviendra en 1906 la chanson « Nissa la bella » l'hymne du Païs Nissart.
Menica Rondelly a écrit de nombreux textes et chansons en langue niçoise dont plusieurs pour le carnaval de Nice. Il est aussi le fondateur en 1900 du journal La Ratapignata, c'est-à-dire « la chauve-souris », animal antinomique de l'aiglon figurant dans les armes de Nice.
En 1911, il fonde le Comité des traditions niçoises dont l’une des plus belles réalisations est le monument honorant l'héroïne niçoise Catherine Ségurane. Il sera également bibliothécaire et conservateur-adjoint du musée d'histoire naturelle de Nice.
Il est à l'origine de l'association littéraire Art et poésie sur la Côte d'Azur, association dirigée de 1981 à 1988 par Gilles-Eric Séralini et Cyril de La Patellière.
Ardent et sincère, Menica Rondelly fut ce que l’on appelle de nos jours un militant de l’identité niçoise et un opposant aux côtés de son mentor Eugene Emanuel (livre Nizza e L'italia en 1860 avant l'annexion qui démontrait à l'instar de La Nazionalita Di Nizza de 1860 de l'ethnologue Vegezzi Ruscala les rapports tendus entre la provence et le comté de Nice et de la singularité du parlé Nissard qui est au plus une passerelle indépendante du Var aux dialectes Piémontais et Ligures)à la langue d'oc [Occitan]Il est enterré au cimetière du château, à Nice.